# Pluralis maiestatis
Pluralis maiestatis (lat.) u slobodnom prijevodu na hrvatski jezik označava vladarsku množinu veličanstva kojom su se služili vladari (carevi, kraljevi, pa i pape) koji su, kada su govorili o sebi, to činili u prvom licu množine osobnom zamjenicom mi.
Primjer ovakvog obraćanja mogao se čuti ne tako davno i to u 20. stoljeću, kada su pape sve do Ivana Pavla I. (1978.) koristili takav izričaj.
Također je bilo rasprostranjeno u našoj regiji u 20. stoljeću, primjer toga je kralj Aleksandar I.
Pluralis maiestatis razlikuje se od pluralis modestiae ili pluralis auctoris kad se čitatelji/slušatelji uključuju u govor (primjerice u matematičkom tekstu: Izračunajmo sada jednadžbu.).

## Primjeri
- „Moramo priznati da smo zbog tog osjećaja i mi duhovno nemalo patili. Nikad nismo tako teško osjećali težinu svoje službe, kao u ovoj stvari.” (govor pape Pavla VI. na općoj audijenciji održanoj 31. srpnja 1968. godine.)
- „We are not amused.” (Ne zabavljamo se.) (kraljica Viktorija)
- „We are a grandmother.” (Mi smo baka.) (Margaret Thatcher najavljujući rođenje njezina unuka 1989.).
- "Kad govorimo o aktivnoj miroljubivoj koegzistenciji, mi ne smatramo da se radi o izvjesnim principima koje vlade pojedinih zemalja mogu po svom nahođenju primijeniti ili ne primijeniti. Mi smatramo da su to osnovni principi na kojima treba da počiva organizacija savremenog svijeta..." (Josip Broz Tito, iz govora na sveučilištu u Bandungu u povodu dodjeljivanja počasnog doktorata, 23. XII 1958.)[2]
- "Okrutni mali Hobitani! Svezat će nas u ovom ladnom tvrdom kraju i ostavit nas, golum, golum." (Golum u Gospodaru prstenova)[3]

## Zanimljivosti
- Hyman G. Rickover rekao je podređenom koji je koristio ovaj način izražavanja:

Trima skupinama ljudi dopušta se takvo korištenje: trudnicama, kraljevskim vladarima i shizofreničarima. U kojoj si ti?